# Джан Дзъи
Джан Дзъи (на китайски: 章子怡, на пинин: Zhāng Zǐyí; на английски: Ziyi Zhang; родена на 9 февруари 1979 г.) е китайска филмова актриса и певица, снимала се в редица китайски и международни хитове. Zhāng (章) е нейното фамилно име, Zǐ (子) означава „дете“ или „почитана личност“, а Yí (怡) означава „радост“ или „щастие“. 

## Биография

### Ранен живот
Джан е родена и израснала в Пекин, Китай, дъщеря на Джан Юенсяо, икономист и Ли Джоушън, учителка в детска градина. На 11-годишна възраст е записана в Пекинската танцова академия. Когато родителите ѝ предлагат да посещава училището, тя е скептично настроена. Докато е в този пансион, тя забелязва колко хитри са другите момичета докато се състезават за статут сред учителите. Джан изпитва неприязън към отношението на учениците и учителите дотолкова, че при един случай избягва от училището.
На 15-годишна възраст Джан влиза в престижната Китайска академия по изпълнителни изкуства (считана за върховното училище по актьорско майсторство в Китай).

### Кариера
На 19-годишна възраст на Джан е предложена първата роля във филма на Джан Имоу Пътят към дома, който печели втора награда на Берлинския филмов фестивал през 2000 г.
Джан става още по-известна с ролята си на своеволната Жен в успешния Тигър и Дракон, за който печели няколко награди на Запад. Първото ѝ появяване в американски филм е в Час пик 2, но понеже тогава не знае английски Джеки Чан трябва да ѝ превежда всичко, което ѝ казва режисьорът. Името ѝ във филма „Ху Ли“ означава на китайски „Лисица“.
Жан след това се появява в Герой (2002), отново на Джан Имоу, който е огромен успех в англоговорещия свят и е номиниран за Оскар и Златен глобус. Следващият ѝ филм е авангарднтата драма Лилава пеперуда на Лоу Йе, който се състезава на кинофестивала в Кан. Тя се връща към жанра на бойните изкуства с Летящи кинжали, който ѝ печели номинация за най-добра актриса от Британската академия за филмово и телевизионно изкуство.
В 2046 на Уонг Кар-уай, с участието на много от най-известните китайски актьори и актриси, Джан е в главната роля и печели наградите на Хонгконгската филмова академия на Хонгконгските филмови критици за най-добра женска роля.
През 2005 г. Джан получава главната роля на Саюри във филмовата адаптация на международния бестселър Мемоарите на една гейша. В Япония има известни пререкания относно това китайка да играе японска гейша. Във филма тя играе отново със звездата от Тигър и дракон Мишел Йео. За ролята Жан получава номинация за Златен глобус, за БАФТА и за Наградата на гилдията на филмовите актьори.
В саундтрака на Летящи кинжали Джан изпълнява песента Дзя Жън Цю (佳人曲, Песента на красотата), която звучи в две сцени на филма.
През май 2006 г. Джан става най-младият член на журито на Канския кинофестивал. През есента на 2006 г. Джан изпълнява ролята на императрица Уан в Банкетът, филм за времето на династия Тан.
Джан е сгодена за израелския мултимилионер и предприемач Виви Нево, с когото за първи път е видяна през януари 2007 г. на баскетболен мач в Ню Йорк. Те се разделят в началото на 2010 година.

## Филмография
| година | филм                          | оригинално заглавие            | китайско заглавие | роля                              | режисьор        |
| ------ | ----------------------------- | ------------------------------ | ----------------- | --------------------------------- | --------------- |
| 1996   | Докосване на звездна светлина | Touching Starlight             | 星星點燈          | Чън Уей                           | Сун Уънсюе      |
| 1999   | Пътят към дома                | The Road Home                  | 我的父親母親      | Юн Джао Ди                        | Джан Имоу       |
| 2000   | Тигър и Дракон                | Crouching Tiger, Hidden Dragon | 臥虎藏龍          | Жен Ю                             | Анг Лий         |
| 2001   | Час пик 2                     | Rush Hour 2                    | 尖峰时刻2         | Ху Ли                             | Брет Ратнър     |
| 2001   | Легендата за Зу               | The Legend of Zu               | 蜀山傳            | Радост                            | Шуи харк        |
| 2001   | Муса                          | Musa                           | 武士              | принцеса Бу-йон                   | Ким Сунг-су     |
| 2002   | Герой                         | Hero                           | 英雄              | Луна                              | Джан Имоу       |
| 2003   | Лилава пеперуда               | Purple Butterfly               | 紫蝴蝶            | Синтия/Динг Хуи                   | Лоу Йе          |
| 2003   | Жена ми е гангстер 2          | My Wife is a Gangster 2        | 我老婆是大佬2     | Гангстерски бос                   | Jeong Heung-sun |
| 2004   | 2046                          | 2046                           |                   | Баи Лин                           | Уон Кар-уай     |
| 2004   | Летящи кинжали                | House of Flying Daggers        | 十面埋伏          | Ксяо Мей                          | Джан Имоу       |
| 2004   | Жасминови жени                | Jasmine Women                  | 茉莉花開開        | младата Мо/младата Ли/младата Хуа | Ху Юн           |
| 2005   | Принцесата миеща мечка        | Princess Raccoon               | 貍御殿            | принцеса тануки                   | Сейджун Сузуки  |
| 2005   | Мемоарите на една гейша       | Memoirs of a Geisha            | 艺伎回忆录        | Саюри Нита/Чийо Сакамото          | Роб Маршал      |
| 2006   | Банкетът                      | The Banquet                    | 夜宴              | Уан                               | Фън Сяоган      |
| 2007   |                               | TMNT                           |                   | Карай                             | Кевин Мънро     |
| 2008   |                               | Forever Enthralled             | 梅蘭芳            | Meng Xiaodong                     | Чън Кайгъ       |
| 2009   | Ездачи                        | Horsemen                       | 骑士              | Кристен                           | Jonas Åkerlund  |
| 2009   | Отмъщението на Софи           | Sophie's Revenge               |                   | Софи                              | Имън Дзин       |